# Élections générales angolaises de 2012
Les élections générales angolaises de 2012 se déroulent le 31 août 2012 afin d'élire les membres de l'assemblée nationale ainsi que le président de la République d'Angola.
Elles sont remportées par le Mouvement populaire de libération de l'Angola (MPLA), au pouvoir,,.

## Système électoral
L'Assemblée nationale (en portugais : Assembleia nacional) se compose de 223 députés élus pour un mandat de cinq ans selon un mode de scrutin mixte. Il y a 90 sièges à pourvoir  à la proportionnelle, selon la méthode D'Hondt, dans 18 circonscriptions électorales plurinominales correspondant aux dix-huit provinces angolaises à raison de cinq sièges par circonscription, auxquels se rajoutent trois sièges pour les Angolais de l'étranger. Les 130 sièges restants sont également pourvus au Scrutin proportionnel plurinominal à la plus forte moyenne, selon la méthode D'Hondt dans une seule circonscription nationale.
Le vote n'est pas obligatoire. Dans la pratique, les scrutins n'ont pas été organisés à l'étranger lors des élections précédentes, et les trois sièges concernés sont restés vacants.

## Résultats
|                           |                                                                              |           |       |        |               |  |  |  |  |
| Parti                     | Parti                                                                        | Votes     | %     | Sièges | +/–           |  |  |  |  |
|                           | Mouvement populaire de libération de l'Angola (MPLA)                         | 4 135 503 | 71,84 | 175    | 16            |  |  |  |  |
|                           | Union nationale pour l'indépendance totale de l'Angola (UNITA)               | 1 074 565 | 18,66 | 32     | 16            |  |  |  |  |
|                           | Large Convergence pour le salut de l'Angola - Coalition électorale (CASA–CE) | 345 589   | 6,00  | 8      | Nv.           |  |  |  |  |
|                           | Parti du renouveau social                                                    | 98 233    | 1,70  | 3      | 5             |  |  |  |  |
|                           | Front national de libération de l'Angola (FNLA)                              | 65 163    | 1,13  | 2      | 1             |  |  |  |  |
|                           | Nouvelle démocratie union électorale                                         | 13 337    | 0,23  | 0      | 2             |  |  |  |  |
|                           | Parti populaire pour le développement                                        | 8 710     | 0,15  | 0      | en stagnation |  |  |  |  |
|                           | Front uni pour le changement de l'Angola                                     | 8 260     | 0,14  | 0      | en stagnation |  |  |  |  |
|                           | Conseil politique d'opposition                                               | 6 644     | 0,11  | 0      | en stagnation |  |  |  |  |
|                           | Sièges non pourvus (députés de la diaspora)                                  | –         | –     | 3      | 3             |  |  |  |  |
|                           |                                                                              |           |       |        |               |  |  |  |  |
| Votes valides             | Votes valides                                                                | 5 756 004 | 93,98 |        |               |  |  |  |  |
| Votes blancs et invalides | Votes blancs et invalides                                                    | 368 665   | 6,02  |        |               |  |  |  |  |
| Total                     | Total                                                                        | 6 124 669 | 100   | 223    | en stagnation |  |  |  |  |
| Abstentions               | Abstentions                                                                  | 3 633 002 | 37,23 |        |               |  |  |  |  |
| Inscrits / participation  | Inscrits / participation                                                     | 9 757 671 | 62,77 |        |               |  |  |  |  |

## Analyse
Le MPLA perd 10 % des suffrages exprimés par rapport au scrutin précédent, mais conserve la majorité qualifiée à l'assemblée. En accord avec la constitution approuvée en 2010, sa victoire renouvelle automatiquement le numéro un de sa liste de candidats, José Eduardo dos Santos à son poste de président de la République — ce qui lui confère une légitimité électorale pour la première fois depuis son arrivée au pouvoir en 1979.[réf. nécessaire] L'UNITA augmente de 80 % sa part des suffrages, et double le nombre de ses députés, renforçant ainsi considérablement sa position de principal parti d'opposition. La CASA-CE, récemment fondée par un ancien dirigeant de l'UNITA, Abel Chivukuvuku, fait une entrée en scène remarquée en obtenant d'emblée 6 % des suffrages. Les petits partis, à commencer par la FNLA, sont réduits à peu de chose, ou disparaissent entièrement du parlement.
L'abstention augmente de façon très significative — de 12,5 % en 2008 à 37,1 % en 2012. Près de 4 millions d'électeurs enregistrés n'ont ainsi pas voté. À Luanda, où vit plus d'un quart de la population de l'Angola, et où la politisation est la plus élevée, l'abstention a même atteint les 42 %.
Les résultats obtenus par les partis varient beaucoup d'une province à l'autre. Dans les provinces de Luanda et de Cabinda, l'opposition a obtenu environ 40 % des votes, et un pourcentage semblable dans la province du Bié.